# مدرسة سيتون الثانوية
مدرسة سيتون الثانوية هي مدرسة ثانوية الأبرشية الخاصة بالإناث، إعدادية تحضيرية للكلية في حي برايس هيل في سينسيناتي، أوهايو، الولايات المتحدة الأمريكية.

## تاريخ
تأسست مدرسة سيتون الثانوية باسم أكاديمية جبل سانت فنسنت عام 1854. كانت تعرف أيضًا باسم سيدار غروف. مع وصول قسم الفتيات في مدرسة إلدر الثانوية،  تمت إعادة تسمية سيدار غروف تكريما لإليزابيث آن سيتون في 12 سبتمبر 1927.

## أكاديميون
تستقبل مدرسة سيتون الثانوية الفتيات من الصف التاسع إلى الصف الثاني عشر.

## ألعاب القوى
بصفتها عضو في الرابطة الكاثوليكية الكبرى للفتيات، فازت فرق سيتون بالعديد من بطولات الدوري والمقاطعات والإقليمية والولاية في 12 رياضة جامعية:
الخريف
- العدو الريفي
- الغولف
- كرة القدم
- تنس
- الكرة الطائرة

الشتاء
- كرة سلة
- البولينغ
- السباحة والغوص

الربيع
- لاكروس
- الكرة اللينة
- الجري

### بطولات ولاية أوهايو الثانوية لألعاب القوى
- كرة الطائرة للبنات - 1984، 1985، 1986، 1988، 1996، 2005 [7]